# Свети Димитър (Омуртаг)
Вижте пояснителната страница за други значения на Свети Димитър.
„Свети Димитър“ е православна църква в град Омуртаг.
Тя е на територията на Търговищка духовна околия, Варненска и Великопреславска епархия на Българската православна църква. До 1973 година в храма е съхранявано „Златно евангелие“, след това преместено в местния музей.

## История
Първата църква, за която има сведения, е била построена през 1851 година. За този строеж е бил измолен от султана специален ферман. Тя е била посветена на Свети Димитър. Този храм е бил малък и се е слизало по няколко стъпала в земята. Светлината от прозорците не била достатъчна и в храма било тъмно и влажно. В този вид църквата съществувала до 1858 година. Започнала да извира вода, станало невъзможно да се служи в нея. Това обстоятелство помогнало да се изгради нова църква на мястото на старата, само че по-голяма и над земята. Не се знае дали е била осветена.
Втората църква е построена през 1860 година. Тя също е посветена на Свети Димитър. Направена е по времето на шуменския гръцки владика Вениамин. Била осветена от него на 18 септември 1860 година. Тази църква просъществувала до 14 януари 1878 година. По време на Руско-турската освободителна война е била пълна с храна и провизии и при оттеглянето си турците я запалили.